# 竹林川
竹林川（たけばやしがわ）は、宮城県を流れる一級河川。鳴瀬川水系、吉田川の支流である。
大和町と富谷市を流れる。

## 流路
宮城県黒川郡大和町小野地区に源を発する。大和町の南西部から北東に向かって流れ、富谷市の北部、志戸田（旧：志戸田村）を南西から北東へ横切り、大和町舞野地区（旧：舞野村）で吉田川に合流する。

## 歴史
- 2015年（平成27年）9月11日 - 平成27年9月関東・東北豪雨で、水位が上昇し、午前2時ごろ、右岸の堤防を越えて氾濫した。富谷町（当時）は氾濫前の午前1時半に、6世帯へ避難指示を発令した[2]。
- 2019年（令和元年）10月13日 -  令和元年東日本台風（台風19号）の接近に伴う集中豪雨により、富谷市内右岸堤防から越水。付近一帯が水没した[3]。

## 支流
- 小野川
- 宮床川

## 橋梁
- 新田橋 - 宮城県富谷市三ノ関太子堂東
- 鎌田橋 - 宮城県富谷市
- 富谷大橋 - 宮城県富谷市国道4号富谷バイパス